# Piotr Zabawnikow
Piotr Aleksiejewicz Zabawnikow (ros. Пётр Андреевич Забавников, ur. 4 lipca 1915 we wsi Aleksiejewka w guberni tambowskiej, zm. 1991) – radziecki działacz partyjny i państwowy.

## Życiorys
W latach 1934–1939 studiował w Kazańskim Instytucie Chemiczno-Technologicznym, od 1939 należał do WKP(b), 1939-1947 był kolejno majstrem, naczelnikiem zmiany, szefem warsztatu i szefem Wydziału Pracy i Jakości Fabryki w Kazaniu. W latach 1947–1951 był partyjnym organizatorem KC WKP(b) fabryki, 1951-1954 pracował w KC WKP(b)/KPZR, 1954-1957 był kierownikiem Wydziału Przemysłowo-Transportowego Komitetu Obwodowego KPZR w Tambowie, a 1957-1961 sekretarzem Komitetu Obwodowego KPZR w Tambowie. Od 1961 do stycznia 1963 był II sekretarzem Tambowskiego Komitetu Obwodowego KPZR, od stycznia 1963 do grudnia 1964 I sekretarzem Tambowskiego Przemysłowego Komitetu Obwodowego KPZR, od grudnia 1964 do lutego 1966 II sekretarzem Tambowskiego Komitetu Obwodowego KPZR, a od lutego 1966 do 1976 przewodniczącym Komitetu Wykonawczego Tambowskiej Rady Obwodowej.

## Odznaczenia
- Order Rewolucji Październikowej
- Order Czerwonego Sztandaru Pracy (trzykrotnie)
- Order Czerwonej Gwiazdy